# Mr. Lui
Mr. Lui, pseudonimo di Marco Lui (Milano, 18 luglio 1975), è un mimo, comico e regista italiano.

## Biografia
Laureato in scienze motorie all'Università degli Studi di Verona, città nella quale risiede, ha iniziato la propria carriera a 18 anni esibendosi in alcuni locali come cabarettista e imitatore di Michael Jackson ed in seguito come animatore turistico. Ha servito come missionario mormone in Sicilia dal 1997 al 1999. Tra il 1999 e il 2003 ha lavorato come insegnante di aerobica, atletica, nuoto e rugby principalmente con bambini e alunni delle elementari. Ha ottenuto alcune presenze televisive come ospite in noti programmi Mediaset, tra i quali Beato fra le donne, Rose rosse, La febbre del venerdì sera e Sotto a chi tocca.
Dall'autunno 2005 ha dato vita sugli schermi di Italia 1 al personaggio di Mr. Lui, un mimo che compariva in brevissime gag comiche subito prima degli spazi pubblicitari nella fascia dedicata ai ragazzi, in mattinata e nel pomeriggio. Le brevi scenette si ispiravano ai cortometraggi comici degli storici Mr. Bean e Benny Hill in cui il protagonista era oggetto di eventi paradossali e particolarmente sfortunati. Tecnicamente lo stile ricalcava quello delle comiche del passato (camera sempre fissa senza stacchi) reso più attuale dall'utilizzo di colori, suoni e rumori digitali.
Poco amato da parte del pubblico televisivo, il personaggio è stato bersaglio di campagne su Internet che chiedevano il suo allontanamento da Mediaset e la cessazione delle gag di Mr. Lui.
La sua presenza in video fu così piuttosto breve; dapprima i passaggi televisivi degli sketch sono stati ridotti drasticamente, finché nel luglio del 2008 le sue gag sono sparite definitivamente da Italia 1. Il personaggio di Mr. Lui è stato poi riproposto nel 2015 allo Zecchino d'Oro, stavolta con miglior successo . 
Nella stagione televisiva 2010-2011 è stato presentatore del GT Ragazzi prima su Rai 3 e l'anno successivo su Rai Gulp.
Ha collaborato con Fiorello, per il quale ha curato riprese, regia e montaggio del backstage della tournée teatrale Fiore, nessuno e centomila, oltre ai backstage della trasmissione Viva Radio Due.
Nel 2010 ha firmato regia e produzione di The Book of Life, film nel quale è stato anche protagonista. Due anni dopo ha invece girato il film Dr Smith e il castello fantastico, mentre nel 2013 ha girato Cripta che è stato presentato al LDS Film Festival nello Utah. A partire dal 2013 lavora allo Zecchino d'Oro.
Tra il 2017 e il 2018 firma i videoclip di Mietta (Semplice), Andrea Dessì (Non vivo più senza te) e dei Marea e Javier Girotto (Deserto rosso).

## Filmografia

### Lungometraggi
- The Book of Life (2010)
- Dr Smith e il castello fantastico (2012)
- Cripta (film) (2013)
- Checkmatetime (2013)
- John e il segreto per conquistare una ragazza (2014)

### Videoclip
- 2017 - Semplice (Marea feat. Mietta)
- 2018 - Non vivo più senza te (Andrea Dessì feat. Mietta e Massimo Tagliata)
- 2018 Leonardo veronesi (non hai tenuto conto degli Zombie)
- 2018 - Deserto rosso (Marea feat. Javier Girotto)
- 2019 solisti zecchino d'oro
- 2020 Stephy Nessy (you wanna be americano)
- 2021 Stefano Virga (Testa o Croce)

## Teatro
- I racconti di Mister Lui (2009)

## Programmi televisivi
- Beato tra le donne VIP (Canale 5, 1996)
- Rose rosse (Canale 5, 1996)
- Zecchino d'Oro (Rai 1, 1996, 2007-2008, 2013-2019)
- La febbre del venerdì sera (Canale 5, 1996)
- Sotto a chi tocca (Canale 5, 1996-1997)
- Stasera pago io - Revolution (Rai 1, 2004)
- Sabato italiano (Rai 1, 2005)
- La storia siamo noi (Rai 2, 2007)
- Mi raccomando (Italia 1, 2007)
- GT Ragazzi (Rai 3, 2008; Rai Gulp, 2010-2012)